# Telenowela dokumentalna
Telenowela dokumentalna (ang. documentary soap, docusoap) – gatunek telewizyjny łączący w sobie cechy filmu dokumentalnego i telenoweli. Występują w nim autentyczne osoby pod własnym imieniem i nazwiskiem, a kamera bez nadmiernej ingerencji reżyserskiej rejestruje wydarzenia, w których uczestniczą.
Podobną produkcją, której forma przypomina telenowelę dokumentalną i zawiera wszystkie jej elementy realizacyjne jest paradokument. W tym wypadku bohaterowie są jednak postaciami fikcyjnymi, a wypowiedzi i sytuacje, nawet jeśli czasem oparte na faktach, są wyreżyserowane i odgrywane przez aktorów lub amatorów.
Pierwsze telenowele dokumentalne powstały w połowie lat 90. XX wieku w BBC. Wkrótce podobne seriale zaczęto produkować w innych europejskich stacjach telewizyjnych. Większość z nich osiągała wysoką oglądalność.
Pierwszym polskim serialem tego typu był Szpital Dzieciątka Jezus z 1999 roku. Jego bohaterami są pacjenci warszawskiego  Szpitala Klinicznego Akademii Medycznej w Warszawie.
Przykłady innych polskich telenowel dokumentalnych (w kolejności alfabetycznej): 
- Ballada o lekkim zabarwieniu erotycznym  -  telenowela dokumentalna pokazuje właścicieli małych firm zatrudniających młode dziewczyny do pracy w branży rozrywkowej. TVP. Lata produkcji: 2003-2004.
- Chicago
- Chłopaki do wzięcia - Polsat. Lata produkcji: od 7 października 2012 - do obecnie.
- Dyżur
- Dzieci Witkacego - reżyseria: Ryszard Bugajski
- Dziewczęta z ośrodka
- Euro łany - telenowela dokumentalna, kontynuacja "Złotych łanów". Realizacja:  Ewa Straburzyńska. TVP.  Rok produkcji: 2015.
- Granice
- Ja, alkoholik
- JRG w akcji
- Kartoteka
- Kawaleria powietrzna
- Kochaj mnie
- Królowe życia - pokazuje osoby, które się dorobiły, ich styl życia, postawy. Forma pośrednia, z czasem coraz bardziej zbliżona do paradokumentu niż telenoweli dokumentalnej. Realizacja: spółka Przester TV dla stacji telewizyjnej TTV.  Emisja 2016 - 2022.
- Mam prawo
- Młodzi lekarze
- Na ratunek
- Nieparzyści - telenowela dokumentalna pokazuje życie, postawy i marzenia klientów trzech biur matrymonialnych: we Wrocławiu, Opolu i Lubaniu. Zrealizowana w 2000 roku przez Ewę Straburzyńską dla Telewizji Polskiej.
- Operacja życie
- Pierwszy krzyk
- Prawdziwe psy
- Przedszkolandia - bohaterami są dzieci uczęszczające do jednego z warszawskich przedszkoli (przedszkole nr 334 na Bielanach). Reżyseria: Barbara Pawłowska. TVP. Rok produkcji: 2002.
- S.O.S. Dzieciom!
- Serce z węgla
- Wielkie rodziny
- Zielona karta
- Złomowisko PL - telenowela dokumentalna ukazująca życie osób pracujących przy złomie metalowym, od drobnych zbieraczy złomu po duże skupy.
- Złote łany - telenowela dokumentalna o kłopotach, radościach i pracy dolnośląskich rolników. Realizacja: Ewa Straburzyńska dla TVP. Rok produkcji: 2000.